# Liophis carajasensis
Liophis carajasensis este o specie de șerpi din genul Liophis, familia Colubridae, descrisă de Da Cunha 1985. Conform Catalogue of Life specia Liophis carajasensis nu are subspecii cunoscute.